# Mil Mi-10

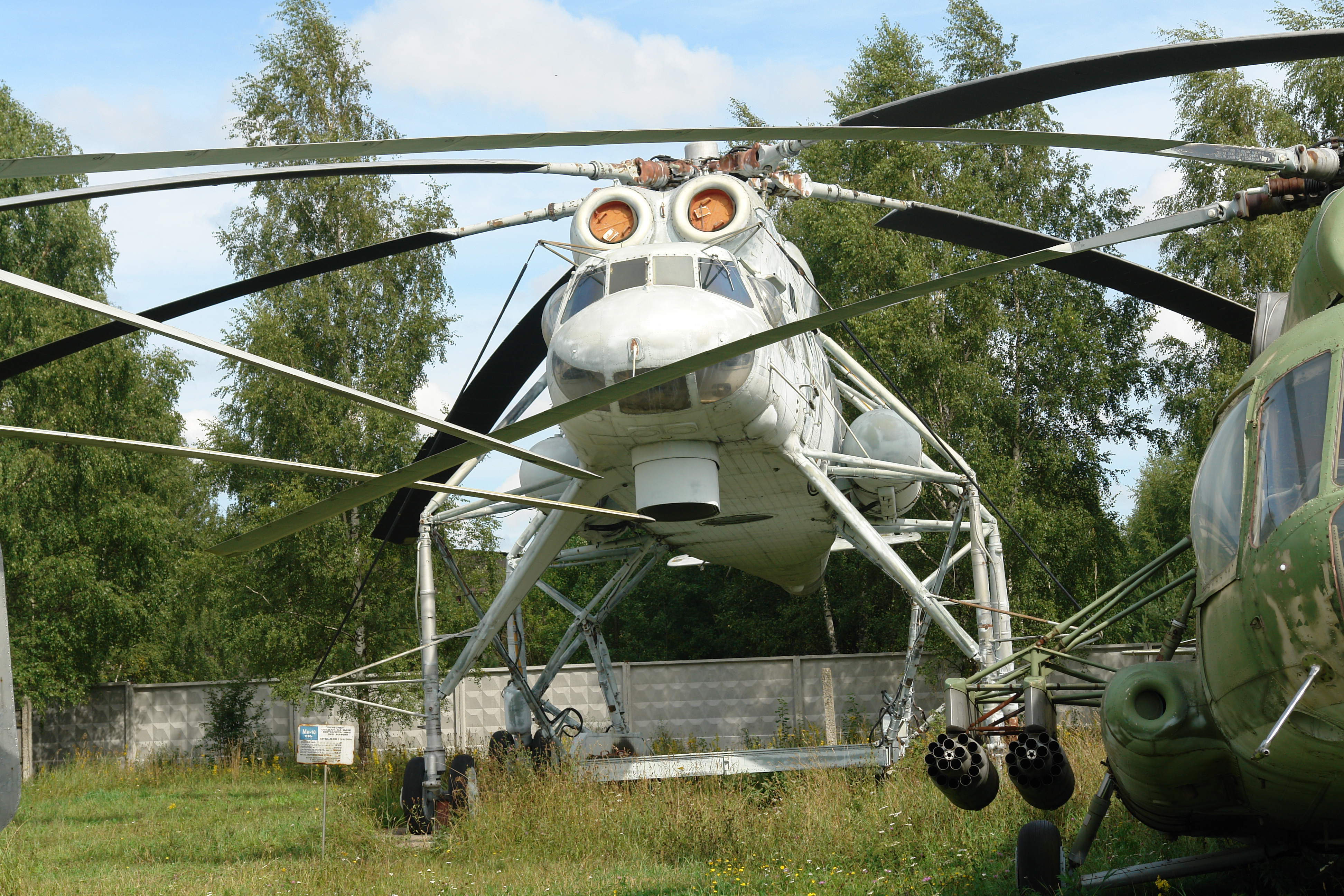
Mil Mi-10 Harke

De Mil Mi-10 (Russisch: Ми-10) (NAVO-codenaam Harke) is een Sovjet militaire transporthelikopter, gebouwd volgens het vliegende-kraanprincipe. Hij werd in 1962 ontwikkeld uit de Mi-6 en kwam in dienst in 1963.

## Specificaties
- Bemanning: 3
- Capaciteit: tot 15.000 kg aan vracht
- Lengte: 32,86 m
- Rotor diameter: 35,0 m
- Hoogte: 7,80 m
- Leeggewicht: 24.680 kg
- Max takeoff gewicht: 43.700 kg
- Motoren: 2× Soloviev D-25V turboshafts, met elk 4.045 kW
- Max snelheid: 204 km/h
- Plafond: 3.000 m
- Actieradius: 650 km